# Golondrina (motocicleta)
Golondrina fou una marca catalana de ciclomotors, fabricats per l'empresa Crédito Ciclista de Barcelona entre 1953 i 1954.
Els ciclomotors Golondrina tenien el quadre obert i un motor Galgo de 56 cc.